# Таджикистан на зимних Паралимпийских играх 2018
Таджикистан на зимних Паралимпийских играх 2018 года в Пхёнчхане был представлен одним спортсменом (Сивуш Ильясов) и спортсменом-гидом (Илхомидин Абдуллаев) в лыжных гонках.

## Результаты

### Лыжные гонки

#### Спринт
| Класс               | Соревнование                | Спортсмены                                 | Класс | Квалификация | Квалификация | Полуфинал            | Полуфинал            | Полуфинал            | Финал                | Финал                | Итоговое место |
| Класс               | Соревнование                | Спортсмены                                 | Класс | Результат    | Место        | Заезд                | Результат            | Место                | Результат            | Место                | Итоговое место |
| ------------------- | --------------------------- | ------------------------------------------ | ----- | ------------ | ------------ | -------------------- | -------------------- | -------------------- | -------------------- | -------------------- | -------------- |
| С нарушением зрения | 1,5 км, классический спринт | Сивуш Ильясов ведущий -Илхомидин Абдуллаев | В1    | 8:22.78      | 20           | Завершил выступление | Завершил выступление | Завершил выступление | Завершил выступление | Завершил выступление | 20             |